# Гойер, Лев Викторович
Лев Викторович Гойер (1875, Минск — 1939, Париж) — русский экономист, министр финансов, банкир, видный деятель русского масонства.

## Биография
Лев Гойер родился в 1875 году в городе Минске. Окончил юридический факультет Петербургского университета. В 1912—1916 — агент министерства финансов в Китае (Пекин). Член правления Русско-азиатского банка и общества КВЖД.
С августа по ноябрь 1919 года занимал должность Министра финансов Российского правительства. Из-за падения курса сибирского рубля вышел в отставку.
Жил в эмиграции в Шанхае (1920—1922), работал в русско-азиатском банке. С 1926 года жил в Париже. Банкир.
Сотрудничал в «Иллюстрированной России», «Возрождении». Прозаик, опубликовал три книги.

### Масонство
Посвящён в ложе «Юпитер» № 536 Великой ложи Франции, А. В. Давыдовым 17 апреля 1927 года. Возведен во 2-ю степень − 21 июля 1927 года, в 3-ю степень — 28 июля 1927 года (на собрании ложи «Гермес»). Помощник оратора с 28 июля 1927 по 1928 годы, оратор в 1927—1931 годы. Вышел из ложи как основатель ложи «Гамаюн» № 624 9 октября 1933 года.
С 1936 года досточтимый мастер ложи «Гамаюн». В апреле 1936 года из-за отъезда покинул должность досточтимого мастера. Член правления пищевого кооперативного товарищества. Депутат ложи (представитель в Верховном совете Франции) в 1932—1935 годах и в 1938 году. Член ложи до кончины.
Член Верховного совета Франции. Возведён в степень Тайного мастера (4°) 18 апреля 1928 года. Возведён в степень Рыцаря розы и креста (18°) 6 июля 1929 год. Второй страж в 1930—1931 годах. Оратор и хранитель печати в 1933 году. Председатель капитула «Астрея» в 1932—1935 годах. Член ложи по 1938 год.
Член консистории «Россия» русских масонов 32° ДПШУ, с 1933 по 1939 годы.
Русский совет 33 степени. Возведён в 33° по рекомендации Слиозберга и Давыдова, 21 сентября 1932 года. Член совета со дня основания. Командор в 1938—1939 годах. Великий командор в 1939 году.

## Сочинения
- Жестокосердый каменщик. Париж. 1928.